# Radio Balear
Radio Balear es una emisora de Radio situada en las Islas Baleares, España, fundada en el verano de 1982. En 2007 se celebró su 25º aniversario.
Su director es Fernando Ruiz, y por la emisora han pasado multitud de locutores. 
Radio Balear se puede escuchar en www.radiobalear.net o radiobalear.com

## Programación de Radio Balear
Radio Balear emite boletines informativos cada hora desde las 10.00 hasta las 13.00 y desde las 16.00 hasta las 20.00

DE LUNES A VIERNES
| HORA  | PROGRAMA                                  | LOCUTOR                                         | CONTENIDO |  |
| ----- | ----------------------------------------- | ----------------------------------------------- | --- |  |
| 08:00 | Fas Tard!                                 | Óscar Sánchez                                   | Radio Despertador donde empieza la mañana tocando cualquier tema con un toque de humor                                 |  |
| 10:00 | La Radio Caliente                         | Vicente Clavijo y Jacobo Heredia                | Programa donde se reparten muchos premios y mucho humor a cargo del veterano locutor Vicente Clavijo                   |  |
| 13.05 | Tertulia de Ciudadanos                    | Lina Sureda                                     | Lina Sureda modera una tertulia con diferentes contertulios cada día, ya sean políticos o ciudadanos en general        |  |
| 14.05 | Emprendedor Balear con Jose Maria Sanchez |                                                 | Segundo gran bloque informativo de la jornada                                                                          |  |
| 15.00 | Sa Nostra Música                          |                                                 | Programa de peticiones musicales de música en mallorquín o elaborada en las Islas                                      |  |
| 16.05 | Formato Balear                            | Manu Blanco                                     | 4 horas donde cabe mucha música, de todo tipo. A veces acuden cantantes a ser entrevistados por el locutor Manu Blanco |  |
| 20.00 | Actualidad Balear: Tercera Edición        |                                                 | Último gran bloque informativo de la jornada                                                                           |  |
| 20.30 | De Bauxa                                  | Programa de peticiones y dedicatorias musicales | |  |
| 22.00 | Selección Musical                         |                                                 | |  |

## Antiguos Programas de Radio Balear
NATURALEZA BALEAR
Programa que se emitió hasta 2002, que consistía en una breve lectura sobre la flora y la fauna de las Islas. Lo presentó Tomeu Pascual, duraba 5 minutos y se emitía al término del informativo de las 13 horas.

LA HORA DE NURIA
Este programa se emitía diariamente después de la 2ª edición de Actualidad Balear. Consistía en una selección musical con música de toda la vida que incluía también peticiones musicales. Lo presentó Nuria Coca.

EXTRARRADIO
Miguel Viló presentó durante muchos años este programa, que se emitía de 4 a 6 de la tarde, en el cual sonaba la música internacional. Dejó de emitirse en 2004.

UNA HORA EN EL PARAÍSO
David Montes presentó este programa de 9 a 10 de la noche en las emisoras de la Part Forana, con música del momento.

RUTA DE NOCHE
Tomeu Pascual presentó este programa nocturno de peticiones musicales y dedicatorias de 10 a 12 de la noche. Con la desaparición de Radio Jove, se adelantó el horario de emisión de este programa hasta las 8 y media, con su consiguiente cambio de nombre por el actual De Bauxa.

CAMINO DE LUZ
Programa de carácter esotérico que se emitía los miércoles de 10 a 11 de la noche, con Manamán y Joan.

ZONA DE NÚMEROS 1
José María Barrero presentó este programa emitido en los fines de semana, durante 4 horas, dando repaso a los números 1 nacionales e internacionales.
- Datos: Q6096178